# Sorex cylindricauda
Sorex cylindricauda (мідиця велика смугаста) — вид комахоїдних ссавців роду Мідиця (Sorex) родини Мідицеві (Soricidae). 
Зустрічається тільки в районі Баоксін на півночі провінції Сичуань (Китай) на висоті 3000 м над рівнем моря. Населяє гірські ліси. Віднесена до категорії BI і 2c IUCN, вважається видом, що знаходиться під загрозою зникнення.